# Podmornice klase Borej
Podmornice Projekta 955 "Borej" (prema klasifikaciji NATO-a "SSBN" "Borei" ili "Dolgorukiy" nakon porinuća prvog plovila)), vrsta je nuklearnih podmornica, nosača interkontinentalnih balističkih projektila, koje se grade u Rusiji. Ova klasa podmornica trebala bi zamijeniti podmornice klase Delta III, Delta IV i Akula koje su u upotrebi u Ruskoj ratnoj mornarici.
Naziv podmornice potječe od ruske riječi борей - bura.

## Povijest i opis
Godine 1996. istovremeno su započeli radovi na novoj klasi podmornica nosača interkontinentalnih balističkih projektila Projekt 935 i na samim novim projektilima. Pošto je razvoj te vrste projektila napušten, a započet rad na novim projektilima tipa Bulava (SS-NX-32) i trup same podmornice je morao biti prilagođen pa je klasa dobila novi ime Projekt 955. Nove podmornice se grade u brodogradilištu Sevmah u Severodvinsku, a projektirao ih je Rubin Design Bureau. Pošto su tijekom ispitivanja projektili Bulava nekoliko puta zakazali neki stručnjaci smatraju mogućim naoružavanje klase Borej projektilima R-29RMU2 Sineva koji su već u upotrebi na podmornicama klase Delta IV.
Poboljšanom oplatom podmornice, boljim hidrodinamičkim oblikom, i prvom ugradnjom vodomlaznog pogona u Rusiji smanjen je akustički potpis podmornice u širokom rasponu frekvencija. Borej je dugačak 170 m, širok 13,5 m i zaronjen postiže brzinu od 46 km/h. Cijena izgradnje i opremanja ovih plovila je otprilike 23 milijarde rubalja (890 milijuna američkih dolara) što je u pola manje od cijene izgradnje podmornica klase Ohio koje koštaju oko 2 milijarde američkih dolara (preračunato u dolare iz 1997.).
Znatno manji od podmornica klase Akula Borej je trebao nositi 12 projektila, ali zbog manje mase novih raketa Bulava od prvotno predviđenih R-39UTTH Bark, nosi 4 dodatne rakete.
Već se razvija nasljednik pete generacije koji će nadomjestiti ove podmornice.

## Porinuće i ispitivanja
Prva podmornica ove klase, nazvana po knezu Jurju Dugorukom (rus. Юрий Долгорукий), trebala je biti porinuta 2002. što je zbog nedostatka novaca odgođeno. Ipak je s navoza izašla 15. travnja 2007. uz nazočnost mnogih visokih dužnosnika. Jurij Dolgoruki prva je strateška podmornica nosač inetrkontinentalnih balističkih projektila porinuta nakon raspada Sovjetskog saveza. Trenutno se grade još tri podmornice ove klase nazvane po knezovima 
Aleksandru Nevskomu (rus. Александр Невский), Vladimiru Monomahu (rus. Владимир Мономах) i Knezu Vladimiru (rus. Князь Владимир). Planiranih osam strateških podmornica ove klase trebalo bi ući u službu sljedećeg desetljeća, narudžba sljedećih pet planirana je za 2015. godinu.
Iako je Jurij Dolgoruki s navoza službeno izašao 15. travnja 2007. nije porinut u more do veljače sljedeće godine. Za probnu plovidbu je bio spreman 24. listopada 2008., ali nije bio u potpunosti gotov jer rakete nisu bile ugrađene niti u lipnju 2009. Reaktor je pokrenut 21. studenoga 2008. i 19. lipnja su započela plovna ispitivanja u Bijelom moru.
Jurij Dolgoruki završio je združena flotna ispitivanja 28. rujna 2010., a do kraja listopada Ruska ratna mornarica je bila u potpunosti spremna primiti novu podmornicu u službu. Očekuje se razmještaj po četiri podmornice ove klase u Sjevernu i Pacifičku flotu ratne mornarice. Sva ispitivanja novih sustava i opreme dovršena su 9. studenoga 2010.
Prva lansiranja torpeda, a zatim i raketa bila su predviđena za prosinac 2010., ali su zbog vremenskih prilika odgođena do sredine ljeta 2011. godine. Prva raketa Bulava uspješno je lansirana s Jurija Dolgorukog 28. lipnja 2011.
Druga podmornica ove klase, Aleksandr Nevski, premještena je u ploveći dok u luci Sevmah 2. prosinca 2010. gdje su napravljene posljednje pripreme pred porinuće 6. prosinca iste godine. Podmornica je u plovnim ispitivanjima od 24. listopada 2011. godine. Nakon višegodišnjih plovnih ispitivanja 10. siječnja 2013. prva podmornica klase službeno je ušla u sastav flote.

## Borej II (Projekt 955-A)
Rusko ministarstvo obrane objavilo je 15. prosinca 2009. da je polaganje kobilice četvrtog broda ove klase odgođeno zbog "organizacijskih i tehničkih razloga". Sve daljnje podmornice gradit će se kao nova inačica Projekt 955A. Neimenovani izvori tvrde da će ova inačica biti znatno izmijenjena te da će nositi 4 dodatne rakete (ukupno 20). Ako su ove tvrdnje točne nove podmornice će dobiti neslužbeno ime Borej II.
Zbog nesuglasica oko cijene između proizvođača i naručitelja (Ministarstvo obrane Rusije) potpisivanje ugovora o proizvodnji Boreja-A odgađano u više navrata, ugovori su ipak potpisani 28. svibnja 2012.
Ruski predsjednik Vladimir Putin nazočio je polaganju kobilice prve podmornice projekta 955A Knjaz Vladimir 30. srpnja 2012. godine.

## Podmornice
| Oznaka | Ime                 | Projekt | Porinuće           | U službi                 | Izvan službe       | Napomene                                                             |
| ------ | ------------------- | ------- | ------------------ | ------------------------ | ------------------ | -------------------------------------------------------------------- |
| K-535  | Jurij Dolgoruki     | 955     | 2. studenoga 1996. | 12. veljače 2008.        | 29. prosinca 2012. | Prošao ispitivanja raketa Bulava                                     |
| K-550  | Aleksandar Nevski   | 955     | 19. ožujka 2004.   | 13. prosinca 2010.       | 23. prosinca 2013. | Polazak na prvu probnu plovidbu 22. listopada 2011. iz Severodvinska |
| K-551  | Vladimir Monomah    | 955     | 19. ožujka 2006.   | 30. prosinca 2012.       | 19. prosinca 2014. |                                                                      |
| K-549  | Knez Vladimir       | 955A    | 30. srpnja 2012.   | 17. studenoga 2017.      | 12. lipnja 2020.   | U izgradnji, nosit će 20 interkontinentalnih balističkih projektila  |
| K-552  | Knez Oleg           | 955A    | 27. srpnja 2014.   | 16. srpnja 2020.         | 21. prosinca 2021. | U službi                                                             |
| K-553  | General Suvorov     | 955A    | 26. prosinca 2014. | 25. prosinca 2021.       | 29. prosinca 2022. | U službi                                                             |
| K-554  | Car Aleksandar III. | 955A    | 18. prosinca 2015. | 29. prosinca 2022.       | 11. prosinca 2023. | U službi                                                             |
| K-555  | Knez Požarski       | 955A    | 23. prosinca 2016. | očekivano u lipnju 2025. |                    | U završnim ispitivanjima; ulazak u sastav Flote očekuje se u 2025.   |

## Slike
- Maketa prve inačice Boreja
- Model jedne od prvih inačica, vidljivo je 12 bunara za okomito lansiranje raketa
- Shema kasnijeg izgleda trupa (16 bunara za okomito lansiranje)
- 3D računalni model